# Рименштальден
Рименштальден (нем. Riemenstalden) — коммуна в Швейцарии, в кантоне Швиц. 
Входит в состав округа Швиц. Население составляет 84 человека (на 31 декабря 2007 года). Официальный код  —  1369.

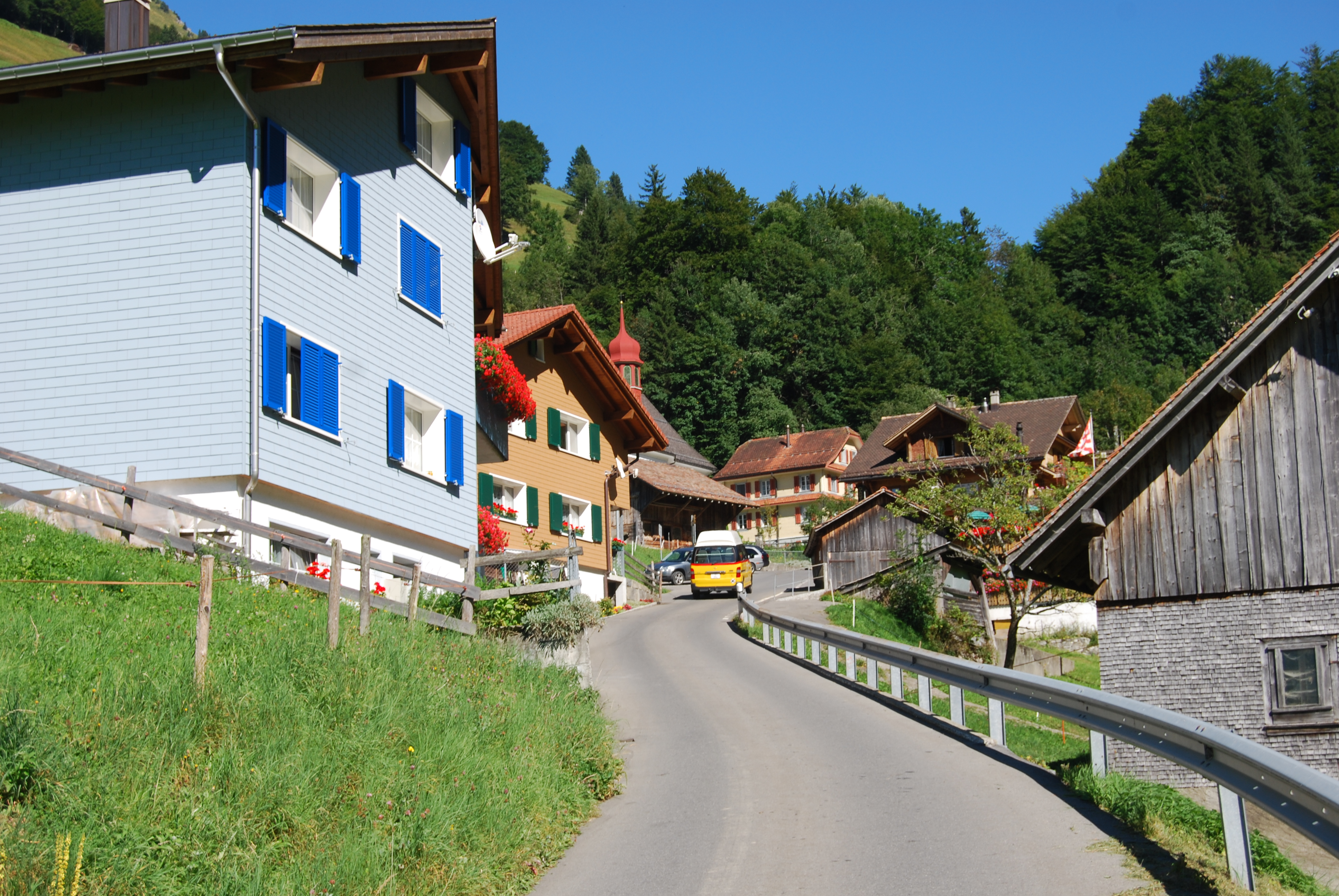
Рименстальден